# Chiton squamosum
Chiton squamosum är en blötdjursart som beskrevs av Carl von Linné 1764. Chiton squamosum ingår i släktet Chiton och familjen Chitonidae. Inga underarter finns listade i Catalogue of Life.